# Liste des commerces historiques de Montréal
 (novembre 2018).
Si vous disposez d'ouvrages ou d'articles de référence ou si vous connaissez des sites web de qualité traitant du thème abordé ici, merci de compléter l'article en donnant les références utiles à sa vérifiabilité et en les liant à la section « Notes et références ».
Montréal possède plusieurs commerces considérés comme historiques de par leur longévité ou en tant que témoignages encore vivants d'un époque ancienne.
Le tableau suivant présente la liste des principaux commerces qui subsistent inchangés à travers les décennies, pour la plupart dans leur lieu d'origine.
| Nom                      | Création | Fondateur                               | Adresse                                                                     | Note | Illustration                            |
| ------------------------ | -------- | --------------------------------------- | --------------------------------------------------------------------------- | --- | --------------------------------------- |
| Herboristerie Desjardins | 1930     | Joseph Desjardins                       | 3303, rue Sainte-Catherine Est 45° 32′ 26″ N, 73° 32′ 26″ O                 | Vente de plantes médicinales et de produits naturels. Installé dans une ancienne banque datant de 1890 |                                         |
| Henri Henri              | 1932     | Jean-Maurice Lefebvre et Honorius Henri | 189, rue Sainte-Catherine Est (depuis 1983) 45° 30′ 42″ N, 73° 33′ 44″ O    | Plus grand chapelier du Québec. D'abord installé au 238, puis au 255 de la rue Sainte-Catherine Ouest. L'expression Tour du chapeau vient d'une promotion durant les années 1950 où un chapeau était remis au joueur de hockey qui avait marqué trois buts durant une rencontre.    | au 289 rue Sainte-Catherine Est en 1941 |
| Quincaillerie Lavoie     | 1921     | Benoît Lavoie                           | 2488, rue du Centre 45° 28′ 45″ N, 73° 34′ 06″ O                            | Quincaillerie dans le quartier Pointe-Saint-Charles. |                                         |
| Wilensky's               | 1932     | Moe Wilensky                            | 34, avenue Fairmount Ouest 45° 31′ 24″ N, 73° 35′ 42″ O                     | Restauration rapide dont la spécialité est un sandwich au salami grillé servi avec moutarde entre deux tranches de pain kaiser. L'endroit est mentionné dans le livre L'Apprentissage de Duddy Kravitz de Mordecai Richler et a servi de décor au film du même nom de Ted Kotcheff. | Ruth Wilensky, 1944                     |
| Joseph Ponton Costumes   | 1865     | Joseph Ponton                           | 4846, rue Sainte-Catherine Est 45° 33′ 23″ N, 73° 31′ 50″ O                 | Plus important costumier du Québec. |                                         |
| Schwartz's               | 1928     | Maurice et Reuben Schwartz              | 3895, boulevard Saint-Laurent 45° 30′ 58″ N, 73° 34′ 40″ O                  | Restauration rapide spécialisée dans la viande fumée, faite sur place. |                                         |
| La Binerie Mont-Royal    | 1938     | Joachim Lussier                         | 367, avenue du Mont-Royal Est 45° 31′ 25″ N, 73° 34′ 59″ O                  | Restauration rapide spécialisée dans la cuisine traditionnelle du Québec, dont les fèves au lard. |                                         |
| Blatter & Blatter        | 1907     | Henri et Ernest Blatter                 | 375, avenue du Président-Kennedy (depuis 1970) 45° 30′ 26″ N, 73° 34′ 12″ O | D'abord fabrique de pipes jusqu'en 1964, la boutique vend des pipes, des cigares et du tabac. Des pipes sont fabriquées sur place. |                                         |